# قرية إثره
قرية إثره قرية أثرية تقع في القريات شمال المملكة العربية السعودية.

## الوصف
تقع القرية على بعد كيلومتر واحد فقط عن قرية كاف الأثرية، وهي بمثابة التوأم لقرية كاف، وحيث أن معظم المعلومات الواردة في كتب الرحالة عبرت عن هاتين القريتين، فقد نشأت القريتان في حقبة زمنية واحدة. قرية إثره من أهم المستوطنات النبطية في الجزء من وادي السرحان وعلى الرغم من وجود آثار الأنباط في قرية كاف في قلعة الصعيدي وقصر عقيلة المشعان، إلا أن لقرية إثره أكثر من خمسة قصور بنيت بالحجارة البازلتية السوداء، وكذلك نظام ري للمياه داخل باطن الأرض مما يؤكد على اهتمامهم بالنشاط الزراعي، وقد دخلت القرية في الفتح الإسلامي سنة 636، ومما ورد عن قرية إثره ما كتبته الرحالة الإنجليزية الليدي آن بلنت، حيث وصفت قرية إثره بأنها محل أصغر من كاف إلا أنها تفخر بالبنايات القديمة. القرية المصغرة في داخل الأسوار شيء ما على طراز بيوت هارون الرشيد، وهذه مبنية بحجارة سوداء، حسنة التربيع، منظمة الوضع بدلا من الطين المادة العربية الشائعة في البناء.